# Hvězdoslava
Hvězdoslava je ženské rodné jméno slovanského původu. Ženská podoba k mužské variantě Hvězdoslav. Lze jej vykložit jako „slavící hvězdy“ či „proslavuje hvězdy“. Česká obdoba latinského jména Stella. Jmeniny slaví 30. října (dle staršího kalendáře). Známé dle slovenského spisovatele Pavla Országha.

## Zahraniční varianty
- Hviezdoslava – slovensky
- Zvezda – bulharsky, rusky
- Zvezdana – srbsky, chorvatsky